# Erucastrum
Erucastrum es un género de fanerógamas perteneciente a la familia Brassicaceae. Comprende 85 especies descritas y de estas, solo  27 aceptadas.

## Descripción
Son hierbas de anuales a perennes, con pelos simples o más raramente glabras. Hojas basales y medias lirado o sublirado-pinnatisectas (dentro del ámbito de esta flora). Flores en racimos alargados, en general ebracteados o solo bracteados en la base. Pedicelos filiformes. Sépalos de erectos a patentes; subiguales, al ser los internos solo ligeramente gibosos en la base. Pétalos unguiculados, amarillos. Androceo tetradínamo. Nectarios medianos ovoides o cilíndricos, los laterales semianulares o bilobados. Frutos en silicua linear, de sección cuadrangular; valvas netamente uninervadas, dehiscentes; rostro ± cónico, con 0-2 semillas. Semillas uniseriadas, ovoides; cotiledones conduplicados, ligeramente escotados.

## Taxonomía
El género fue descrito por (DC.) C.Presl y publicado en Flora Sicula (Presl) 92. 1826.
Etimología
Erucastrum: nombre genérico que procede del género Eruca al que se añade el sufijo astrum, es decir, que se parece a las plantas de este último género.

## Especies seleccionadas
| - Erucastrum abyssinicum - Erucastrum arabicum - Erucastrum armoracioides - Erucastrum balearicum - Erucastrum boeticum | - Erucastrum brachycarpum - Erucastrum bracteatum - Erucastrum brevirostre - Erucastrum canariense - Erucastrum nasturtiifolium (Poir.) O.E.Schulz - oruga salvaje, roqueta salvaje. |

- Lista completa de especies